# Snoghøj-Taulov-banen
Snoghøj-Taulov-banen er en shuntforbindelse syd om Fredericia mellem Snoghøj og Taulov, der forbinder den fynske hovedbane og Fredericia-Vamdrup-banen.
Banen blev anlagt i forbindelse med Storebæltsforbindelsen. Tog fra Fyn mod Esbjerg og Padborg undgik herved at skulle rebroussere i Fredericia. Dette var særligt relevant for den øgede godstrafik, der blev omlagt fra Fugleflugtslinjen i forbindelse med Storebæltsforbindelsens åbning i 1997. 

## Ekstern henvisning
- Forslag til Lov om anlæg af en jernbane mellem Snoghøj og Taulov
- Lov om anlæg af en jernbane mellem Snoghøj og Taulov

|  | Denne artikel om en bygning eller et bygningsværk kan blive bedre, hvis der indsættes et (bedre) billede. Du kan hjælpe ved at afsøge Wikimedia Commons for et passende billede eller lægge et op på Wikimedia Commons med en af de tilladte licenser og indsætte det i artiklen. |

55°32′33″N 9°40′46″Ø / 55.5426°N 9.6795°Ø